# Ulfcytel
Ulfcytel est un chef de guerre anglais mort le 18 octobre 1016.
D'origine inconnue, il est actif dans la première décennie du XIe siècle, sous le règne d'Æthelred le Malavisé. Il semble exercer les prérogatives d'un ealdorman dans la région de l'Est-Anglie, mais pour une raison inconnue, il ne porte jamais ce titre.
La Chronique anglo-saxonne rapporte qu'il affronte les vikings en 1004 et en 1010. Bien qu'il soit vaincu les deux fois, les sources anglaises comme scandinaves s'accordent à saluer sa bravoure et son énergie. C'est dans la poésie scaldique norroise qu'apparaît son épithète de snillingr, qui signifie « le Vaillant ». Il fait partie des seigneurs anglais qui sont tués à la bataille d'Assandun, un affrontement qui marque la conclusion de la conquête danoise de l'Angleterre.

## Sources
C'est dans la Chronique anglo-saxonne que se trouve le récit le plus détaillé du règne d'Æthelred le Malavisé. Le manuscrit C, composé vers le milieu du XIe siècle à l'abbaye d'Abingdon, reprend pour la période 983-1016 un passage dont on trouve des versions très similaires dans les manuscrits D et E. Ces annales ne sont pas contemporaines des événements qu'elles décrivent : elles ont été rédigées entre 1016 et 1023, juste après la conquête danoise de l'Angleterre. Leur auteur, qui connaît déjà la fin de l'histoire, dépeint de manière très négative la noblesse anglaise, dont l'incompétence et la lâcheté sont présentées comme la cause de la victoire finale des Danois, tout en évitant de blâmer directement le roi,.
Le corpus des chartes anglo-saxonnes constitue une autre source importante pour cette période. La plupart de ces documents enregistrent des donations de terres ou de privilèges par le roi à des individus ou des établissements religieux. Ulfcytel fait partie des nobles qui servent de témoins à ces donations, ce qui permet de suivre l'évolution de son statut.
Ulfcytel est également mentionné dans les vers des scaldes, les poètes scandinaves du Moyen Âge. Leur œuvre, qui vise en premier lieu à louer et critiquer les monarques scandinaves, se caractérise par un style très allusif et énigmatique qui la rend parfois difficile à interpréter, en particulier dans le contexte de l'histoire de l'Angleterre. Les poèmes scaldiques contiennent des informations qui n'apparaissent nulle part ailleurs, mais dont le caractère vraisemblable incite les historiens à les prendre en considération.

## Contexte
Après une période d'accalmie, le royaume d'Angleterre est à nouveau la cible d'attaques vikings au début du règne d'Æthelred le Malavisé. Les premiers raids, dans les années 980, sont d'ampleur limitée, mais en 991, une flotte danoise entreprend une campagne plus soutenue dans le sud-est de l'Angleterre. Leur victoire à la bataille de Maldon marque les esprits et incite le roi et ses conseillers à verser un tribut de 10 000 livres aux pillards pour obtenir leur départ. De nouvelles attaques prennent place tout au long des années 990 et les vikings exigent à chaque fois davantage d'argent avant de repartir. Ils reçoivent 24 000 livres au terme de leur campagne de pillage de 1001. En 1003, le chef danois Sven à la Barbe fourchue mène une nouvelle campagne dans le sud-ouest de l'Angleterre.

## Biographie

### Nom et statut
Les origines d'Ulfcytel sont inconnues. La première charte sur laquelle il apparaît date de 1002. Deux ans plus tard, il est présenté comme l'homme le plus puissant d'Est-Anglie, et il le reste jusqu'à sa mort en 1016. Il exerce visiblement les fonctions d'un ealdorman,, représentant du pouvoir royal chargé de lever l'impôt et mener les troupes dans une région donnée, mais les sources anglaises ne lui donnent jamais ce titre : c'est systématiquement en tant que minster (thegn), rang inférieur à celui d'ealdorman, qu'il témoigne sur les chartes. Cette situation étonne les chroniqueurs postérieurs à la conquête normande de l'Angleterre qui utilisent le terme d'earl pour décrire Ulfcytel, bien que ce titre n'entre en usage qu'après sa mort.
Plusieurs raisons pourraient expliquer pourquoi Ulfcytel n'est jamais titré ealdorman. Son nom d'origine scandinave (équivalent du norrois Ulfkell) pourrait indiquer qu'il est un ancien viking passé au service des Anglais, mais on sait par ailleurs qu'Æthelred préfère s'appuyer sur des reeves que sur des ealdorman pour gouverner l'Angleterre. Le roi pourrait aussi avoir gardé un mauvais souvenir du dernier ealdorman d'Est-Anglie, Æthelwine, mort en 992.

### Carrière militaire

#### 1004

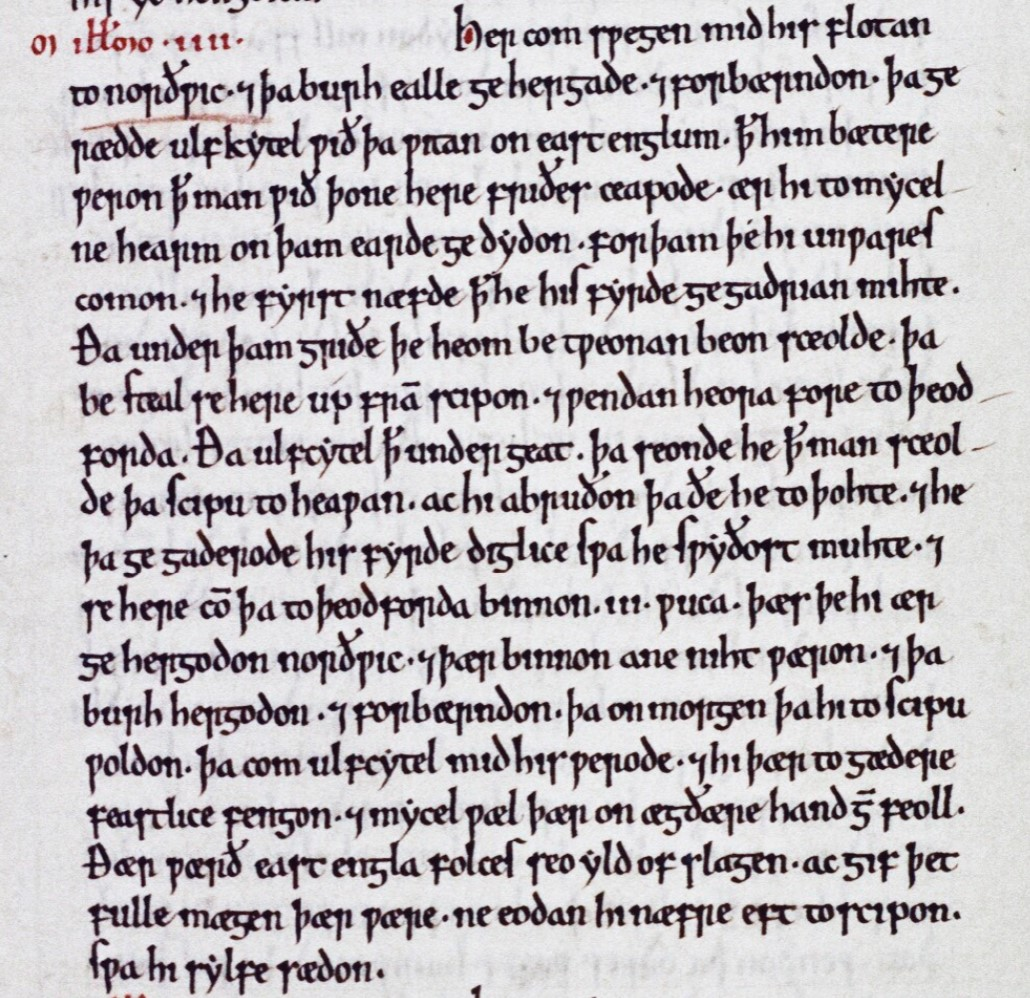
L'entrée pour l'année 1004 dans le manuscrit E de la Chronique anglo-saxonne.

La première mention d'Ulfcytel dans la Chronique anglo-saxonne est dans l'entrée pour l'année 1004. Lorsque Sven à la Barbe fourchue arrive avec sa flotte à Norwich et détruit la ville, Ulfcytel et les autres seigneurs d'Est-Anglie se réunissent et, considérant qu'ils n'ont pas le temps de rassembler des troupes, décident d'acheter le départ des Danois. Une trêve est conclue, mais elle est rompue par les Danois qui incendient Thetford. Ulfcytel ordonne la destruction de leur flotte, mais les hommes qui sont chargés de cette tâche n'arrivent pas à le faire. Alors qu'ils retournent à leurs navires, les Danois sont interceptés par une armée est-anglienne rassemblée en hâte et menée par Ulfcytel. Les deux camps subissent des pertes considérables dans la bataille qui s'ensuit, mais les Danois parviennent à rejoindre leur flotte et prennent le large. D'après la Chronique, ils n'auraient pas pu s'échapper s'ils avaient affronté l'intégralité des forces est-angliennes. Elle rapporte les propos des Danois, qui n'auraient jamais connu d'ennemi plus redoutable qu'Ulfcytel dans toute l'Angleterre,,.
L'historien Richard Abels décrit cette bataille comme une victoire à la Pyrrhus pour les Danois, qui sont contraints à la fuite après avoir subi de lourdes pertes. Il souligne la manière dont Ulfcytel est en mesure d'agir de manière indépendante, sans avoir besoin d'en référer au roi, ce qui illustre l'ampleur des pouvoirs dont disposent les seigneurs locaux sous le règne d'Æthelred. La Chronique anglo-saxonne se montre généralement critique lorsqu'elle rapporte le versement d'un tribut aux vikings, mais Ulfcytel bénéficie d'un meilleur traitement, le chroniqueur expliquant en détail le raisonnement qui l'a conduit à prendre cette décision. L'historienne Ann Williams y voit la preuve d'une certaine partialité à son égard.

#### 1010
Une armée viking menée par Thorkell le Grand passe l'hiver 1009-1010 dans le Kent et l'Essex. Après Pâques, elle se dirige vers l'Est-Anglie et débarque à Ipswich dans l'intention d'affronter Ulfcytel et ses hommes, qui sont stationnés dans la région. La Chronique anglo-saxonne ne précise pas l'endroit exact, mais le chroniqueur anglo-normand Jean de Worcester et les poètes scandinaves le nomment Ringmere ou Ringmere Heath, près d'East Wretham, à une dizaine de kilomètres au nord-est de Thetford,,.
La bataille de Ringmere (en) prend place le 5 mai 1010,. Les hommes d'Est-Anglie prennent la fuite dès le début de l'affrontement, mais ceux du Cambridgeshire tiennent bon. Les Anglais subissent une lourde défaite et plusieurs de leurs chefs trouvent la mort au combat. Les Danois, libres de piller l'Est-Anglie pendant les trois mois qui suivent, incendient les villes de Thetford et Cambridge,. Ann Williams considère cette campagne comme une vengeance pour les événements de 1004.

#### 1016

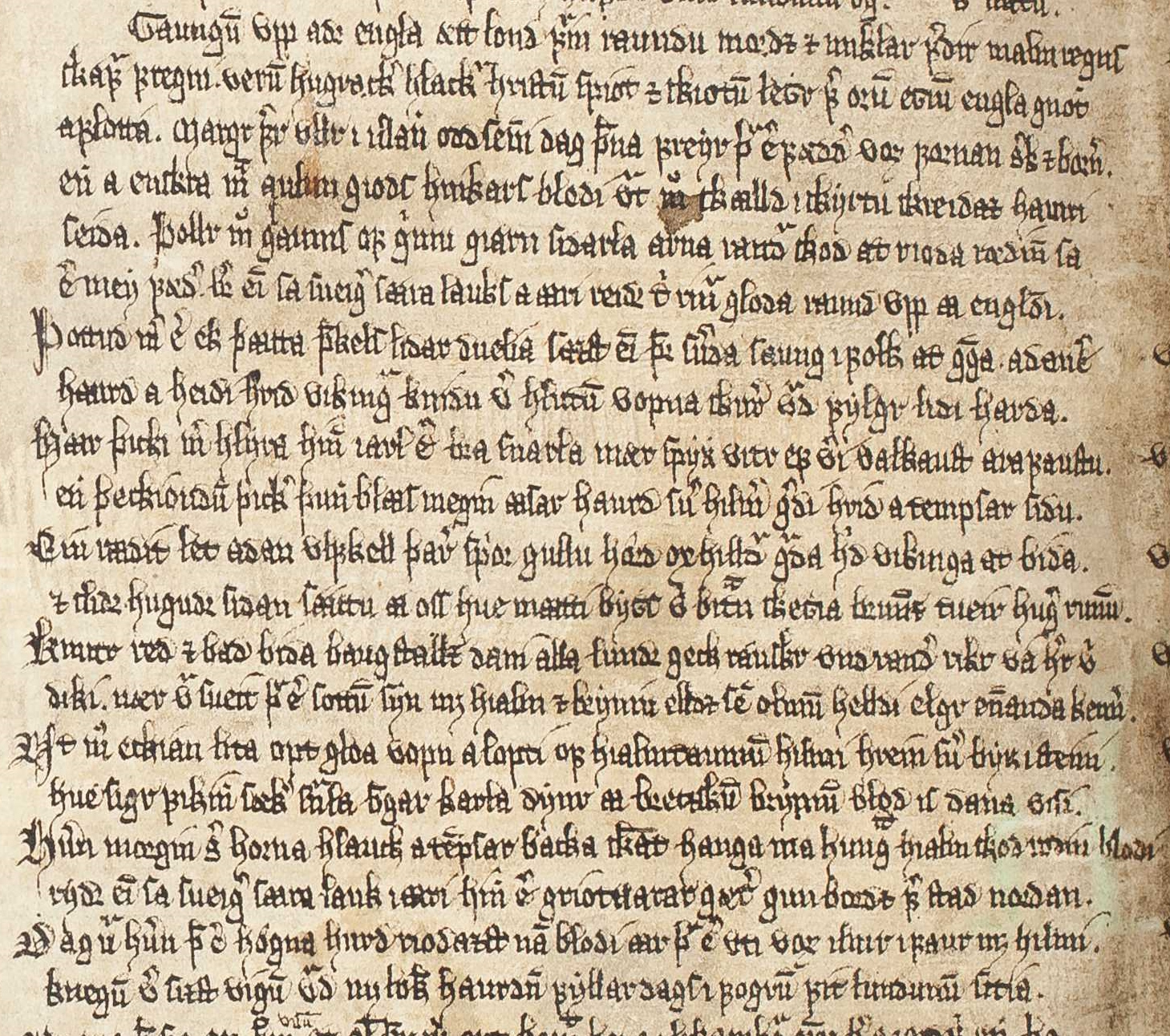
Le texte du Liðsmannaflokkr dans le Flateyjarbók, un manuscrit de la fin du XIVe siècle.

Æthelred meurt en avril 1016. Son fils Edmond Côte-de-Fer lui succède sur le trône et doit livrer une série de batailles contre Knut, le fils de Sven à la Barbe fourchue, qui revendique lui aussi la couronne. Dans son récit des campagnes de l'année 1016, la Chronique anglo-saxonne ne mentionne Ulfcytel qu'au moment de son décès. En revanche, les poèmes scandinaves font de lui l'un des chefs de la résistance anglaise à la conquête danoise de l'Angleterre, en particulier le Liðsmannaflokkr (en),. Les historiens Alistair Campbell et Russell Poole leur donnent du crédit, le second estimant qu'Ulfcytel a pu être éclipsé par Edmond dans le récit de la Chronique anglo-saxonne,.
Au cours de l'été 1016, les Danois assiègent Londres sans parvenir à s'emparer de la ville. Les scaldes décrivent une bataille au résultat non concluant à l'ouest de Londres au cours de laquelle Ulfcytel est blessé en menant les troupes anglaises. La Chronique ne mentionne qu'Edmond comme chef des armées anglaises, mais il est possible qu'Ulfcytel l'ait remplacé lorsqu'il retourne lever des troupes fraîches dans le Wessex,,.
Knut remporte une victoire décisive sur Edmond à la bataille d'Assandun, le 18 octobre 1016. Ulfcytel fait partie des nombreux seigneurs anglais qui trouvent la mort au cours de cet affrontement. Le supplément à la Jómsvíkinga saga, conservé dans le Flateyjarbók, un manuscrit du XIVe siècle, affirme qu'il est tué par Thorkell le Grand pour venger la mort de son frère, mais cette information n'est confirmée par aucune autre source. Dans sa Heimskringla, le chroniqueur islandais du XIIIe siècle Snorri Sturluson attribue quant à lui la mort d'Ulfcytel à un autre lieutenant de Knut, Éric Håkonsson, mais il semble s'agir d'une confusion de sa part,.

### Autres mentions

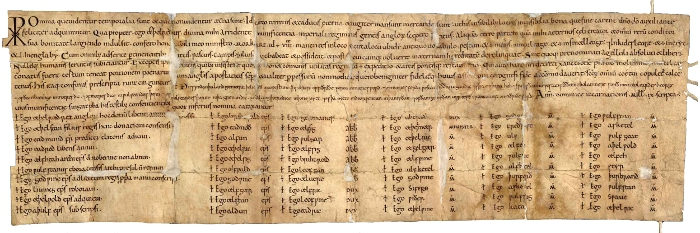
Le nom d'Ulfcytel apparaît en sixième position dans la quatrième colonne de la liste de témoins de la charte S 922, datant de 1009.

Ulfcytel apparaît dans les listes de témoins des chartes royales émises entre 1002 et 1016. Il y porte systématiquement le titre de minster, équivalent latin du rang vieil-anglais de thegn. À partir de 1013, il figure en première position parmi les témoins ayant rang de thegn. Il faut probablement l'identifier au précédent propriétaire d'une épée à la poignée en argent que le prince Æthelstan, fils aîné d'Æthelred, lègue à son père dans son testament en 1014,.
D'après le supplément à la Jómsvíkinga saga, Ulfcytel aurait épousé Wulfhild, une fille du roi, qui se remarie avec Thorkell le Grand après sa mort. Certains historiens, comme Richard Abels, Ann Williams et Levi Roach, considèrent comme peu probable qu'il ait été le gendre d'Æthelred,,, tandis que d'autres, comme Simon Keynes, Timothy Bolton ou Cyril Hart, ne remettent pas en cause cette information,,.
Ulfcytel est un homme pieux et un bienfaiteur de l'abbaye de Bury St Edmunds, dans le Suffolk. Une charte sans date enregistre une donation de sa part aux moines de Bury qui concerne les domaines de Rickinghall, Rougham, Woolpit, Hinderclay et Redgrave,.

## Postérité
Ulfcytel bénéficie d'une image positive de guerrier énergique et formidable dans les sources médiévales, aussi bien anglaises que scandinaves. C'est dans la poésie scaldique qu'apparaît son épithète snilling ou snillingr, qui signifie « le Vaillant », et Sigvatr Þórðarson décrit même l'Est-Anglie comme « le pays d'Ulfkell » en référence à celui qui en a assuré la défense,. Le chroniqueur anglais du XIIe siècle Guillaume de Malmesbury voit en lui le seul chef de guerre anglais à avoir apporté la moindre résistance aux envahisseurs danois. Dans sa biographie d'Ulfcytel pour le Dictionary of National Biography, l'historien Richard Abels note que ses qualités personnelles, bravoure et ténacité, expliquent l'admiration que lui vouent ses adversaires danois, quand bien même il n'a remporté aucune des trois batailles qu'il a livrées contre eux.

### Sources primaires
- (en) Alistair Campbell (éd.), Encomium Emmae reginae, Londres, Royal Historical Society, 1949 (OCLC 1067634827).
- (en) R. R. Darlington (éd.), P. McGurk (éd.) et Jennifer Bray (trad.), The Chronicle of John of Worcester, vol. 2, Oxford, Clarendon Press, 1995 (ISBN 978-0-19-822261-3).
- (en) Roger A. B. Mynors (éd.), Rodney M. Thomson (éd.) et Michael Winterbottom (éd.), William of Malmesbury : Gesta Regum Anglorum, The History of the English Kings, Oxford, Clarendon Press, 1998 (ISBN 978-0-19-820678-1).
- (en) Dorothy Whitelock (éd.), English Historical Documents v.1. c. 500–1042, Eyre & Spottiswoode, 1979 (1re éd. 1955) (ISBN 978-0-415-14366-0).

### Sources secondaires
- (en) Richard Abels, Lordship and Military Obligation in Anglo-Saxon England, Berkeley, University of California Press, 1988 (ISBN 978-0-520-05794-4).
- (en) Richard Abels, « Ulfcytel [Ulfcytel Snillingr] (d. 1016) », dans Oxford Dictionary of National Biography, Oxford University Press, 2004 (lire en ligne ).
- (en) Timothy Bolton, Cnut the Great, New Haven et Londres, Yale University Press, 2017 (ISBN 9780300208337).
- (en) Cyril Hart, The Early Charters of Northern England and the North Midlands, Leicester, Leicester University Press, 1975 (ISBN 978-0-7185-1131-9).
- (en) Simon Keynes, An Atlas of Attestations in Anglo-Saxon Charters, c. 670–1066, Cambridge, Department of Anglo-Saxon, Norse, and Celtic, 2002 (ISBN 978-0-9532697-6-1).
- (en) Simon Keynes, « Æthelred II [Ethelred; known as Ethelred the Unready] (c. 966x8–1016) », dans Oxford Dictionary of National Biography, Oxford University Press, 2009 (lire en ligne ).
- (en) Ryan Lavelle, Æthelred II: King of the English, Stroud, The History Press, 2008 (ISBN 978-0-7524-4678-3).
- (en) Lucy Marten, « The Shiring of East Anglia: an Alternative Hypothesis », Historical Research, vol. 81, no 211,‎ février 2008, p. 1-27 (DOI 10.1111/j.1468-2281.2006.00402.x).
- (en) Russell Poole, « Skaldic Verse and Anglo-Saxon History: Some Aspects of the Period 1009-1016 », Speculum, vol. 62, no 2,‎ avril 1987, p. 265-298 (DOI 10.2307/2855227).
- (en) Levi Roach, Æthelred the Unready, New Haven, Yale University Press, 2016 (ISBN 978-0-300-22972-1).
- (en) Ann Williams, « Ulfkell Snilling thegn d. 1016 », dans Ann Williams, Alfred P. Smyth et D. P. Kirby, A Biographical Dictionary of Dark Age Britain, Londres, Seaby, 1991 (ISBN 978-1-85264-047-7).
- (en) Ann Williams, « Thegnly Piety and Ecclesiastical Patronage in the Late Old English Kingdom », dans John Gillingham (dir.), Proceedings of the Battle Conference 2001, vol. 24, Woodbridge, The Boydell Press, 2002 (ISBN 978-0-85115-886-0), p. 1-24.
- (en) Ann Williams, Æthelred the Unready : The Ill-Counselled King, Londres, Hambledon and London, 2003 (ISBN 978-1-85285-382-2).